# Chính sách thị thực của Lesotho
Người nước ngoài muốn đến Lesotho phải xin thị thực trừ khi họ đến từ một trong các quốc gia được miễn thị thực.

## Bản đồ chính sách thị thực

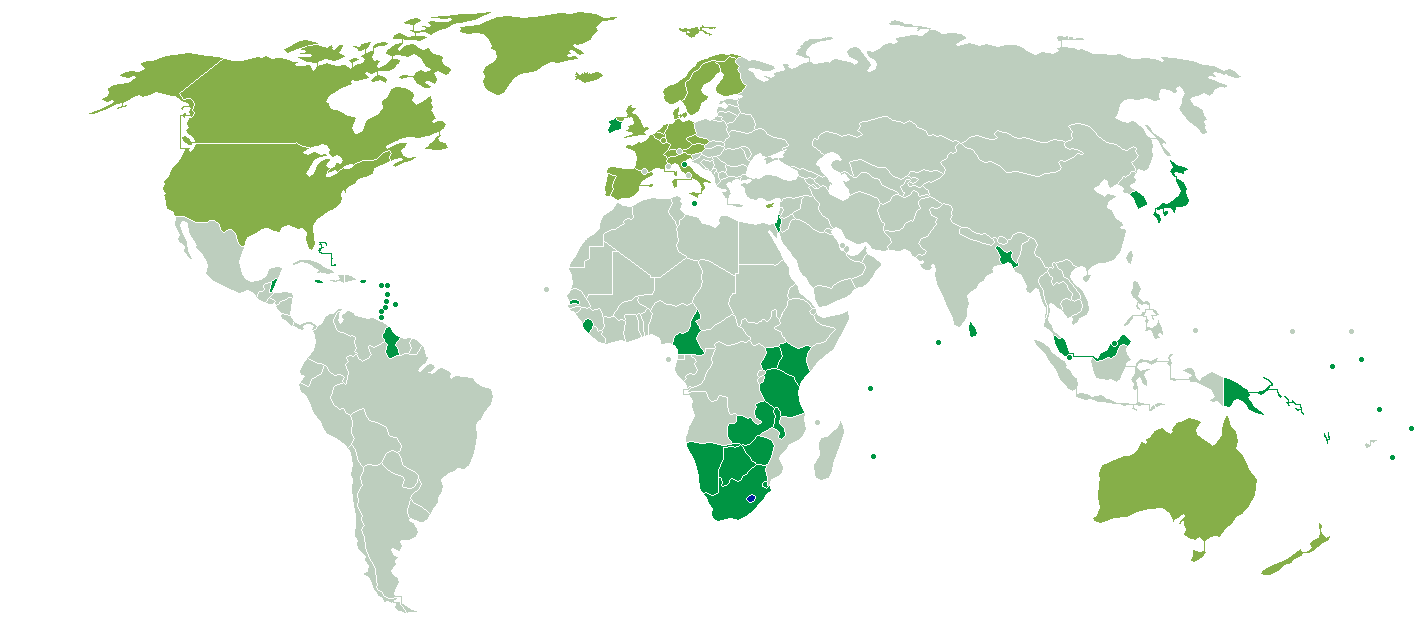
Chính sách thị thực Lesotho
Lesotho
Miễn thị thực 90 ngày
Miễn thị thực 14 ngày
Thị thực điện tử

## Miễn thị thực
Công dân của 49 quốc gia và vùng lãnh thổ sau không cần thị thực để đến Lesotho lên đến 90 ngày:
| - Antigua và Barbuda - Bahamas - Bangladesh - Barbados - Belize - Botswana - Brunei - Cameroon - Dominica - Gambia - Grenada - Guyana | - Hồng Kông - Ireland - Israel - Jamaica - Nhật Bản - Kenya - Kiribati - Hàn Quốc - Malawi - Malaysia - Maldives - Malta | - Mauritius - Namibia - Nauru - Papua New Guinea - Saint Kitts và Nevis - Saint Lucia - Saint Vincent và Grenadines - Samoa - San Marino - Seychelles - Sierra Leone - Singapore | - Quần đảo Solomon - Nam Phi - Sri Lanka - Swaziland - Tanzania - Tonga - Trinidad và Tobago - Tuvalu - Uganda - Vanuatu - Zambia - Zimbabwe |  |

Công dân của 22 quốc gia và vùng lãnh thổ hơn có thể đến Lesotho mà không cần thị thực lên đến 14 ngày:
| - Úc - Áo - Bỉ - Canada - Síp - Cộng hòa Séc - Đan Mạch - Phần Lan - Pháp - Đức - Iceland | - Ý - Luxembourg - Hà Lan - New Zealand - Na Uy - Bồ Đào Nha - Bản mẫu:Country data Tây ban Nha - Thụy Điển - Thụy Sĩ - Vương quốc Anh1 - Hoa Kỳ |

1 - Bao gồm tất cả các loại thị thực Anh.
Công dân của Trung Quốc sở hữu hộ chiếu ngoại giao và công vụ không cần thị thực.

## Thị thực điện tử
Lesotho giới thiệu hệ thống thị thực điện tử từ ngày 1 tháng 5 năm 2017. Công dân nước ngoài có thể xin thị thực điện tử gồm các loại du lịch, công tác, học sinh và ngoại giao qua hệ thống thị thực điện tử.
Thị thực điện tử được xử lý trong vòng 72 giờ. Du khách với thị thực nhập cảnh một lần đến Lesotho có thể ở lại tối đa 44 ngày. Du khách với thị thực nhập cảnh nhiều lần có thể ra vào Lesotho trong vòng 180 ngày. Du khách phải xin gia hạn nếu muốn kéo dài hơn.

## Quá cảnh
Lesotho không hỗ trợ quá cảnh.

## Thống kê du khách
Hầu hết du khách đến Lesotho đều đến từ các quốc gia sau from the following countries of nationality:
| quốc gia       | 2014      | 2013    | 2012    |
| -------------- | --------- | ------- | ------- |
| Nam Phi        | 968.742   | 397.696 | 394.336 |
| Zimbabwe       | 20.523    | 3.785   | 3.551   |
| Trung Quốc     | 9.630     | 1.360   | 998     |
| Hoa Kỳ         | 8.798     | 2.679   | 2.222   |
| Botswana       | 6.942     | 2.200   | 1.752   |
| Vương quốc Anh | 6.128     | 2.380   | 1.811   |
| Ấn Độ          | 4.619     | 259     | 212     |
| Hà Lan         | 4.454     | 4.870   | 3.594   |
| Đức            | 3.746     | 4.726   | 3.746   |
| Swaziland      | 3.716     | 1.332   | 1.071   |
| Tổng           | 1.078.510 | 432.966 | 422.597 |